# Hermann Bach (Chemiker)

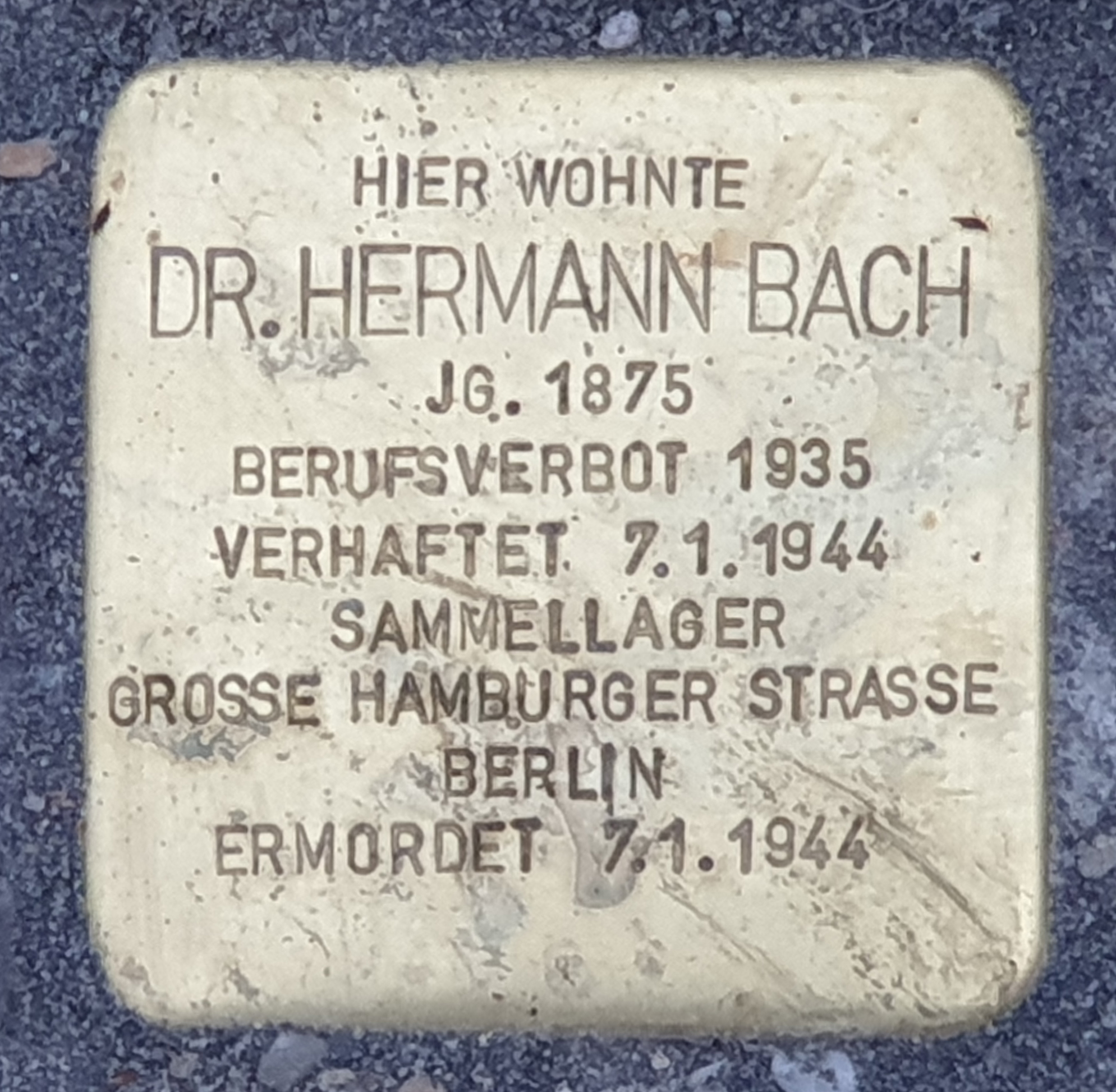
Stolperstein zur Erinnerung an Hermann Bach in Berlin-Schöneberg

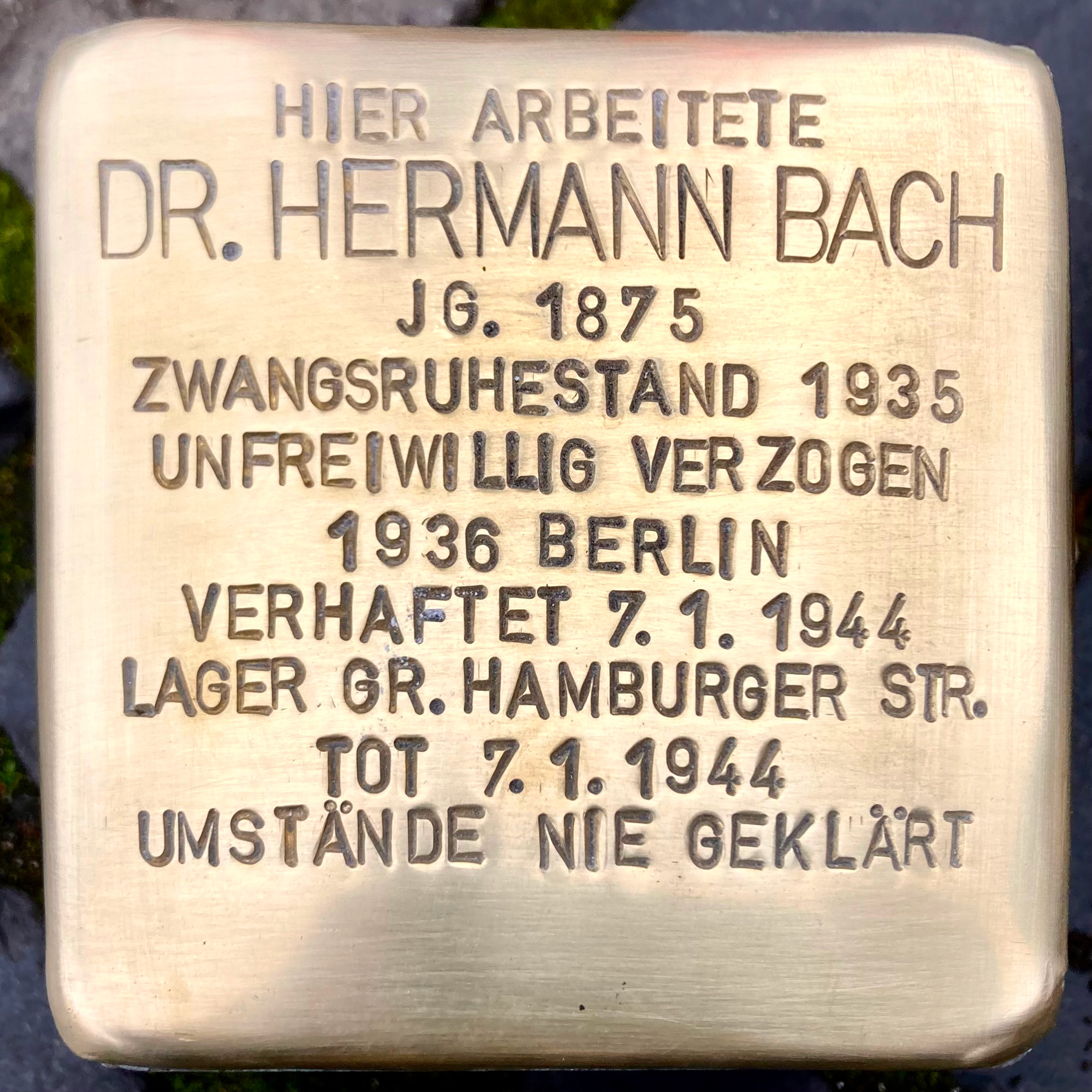
Stolperstein in Essen, Kronprinzenstraße 24

Hermann Bach (geboren am 22. März 1875 in Lemberg; gestorben am 7. Januar 1944 in Berlin) war ein deutscher Chemiker, der sich insbesondere mit der Reinigung von Abwässern beschäftigte. Unter ungeklärten Umständen kam er als Jude in Gestapo-Haft ums Leben.

## Leben
Bach kam als erstes Kind des Landwirts Israël David Bach und dessen Ehefrau Helena (geb. Parnes, Tochter eines jüdischen Gutsbesitzers) in der damals zu Österreich-Ungarn gehörenden Stadt Lemberg (heute: Lwiw in der Ukraine) zur Welt. Er besuchte das dortige humanistische Gymnasium und legte in Lemberg die Matura ab. Anschließend studierte er in Würzburg und Breslau Chemie, 1901 wurde er mit dem Prädikat „magna cum laude“ promoviert. Zunächst war er danach in der Zuckerindustrie und in kommunalen Laboratorien, unter anderem im städtischen Untersuchungsamt Mannheim, tätig. 1907 wechselte er nach Essen zur Emschergenossenschaft und konvertierte in jener Zeit zum evangelischen Glauben. Im Ersten Weltkrieg „diente“ er in der k.u.k. Armee zunächst als Oberleutnant und später als Rittmeister.
Ab 1919 war Bach bei der Emschergenossenschaft als „Oberchemiker“ und Vorsteher der Chemischen Abteilung tätig. Unter anderem mit 15 Verfahrens-Patentierungen trug er zwischen 1922 und 1933 zur Verbesserung der Abwasserentsorgung in der Region bei. Ein besonderes Anliegen war ihm die biologische Reinigung von phenolhaltigen Abwässern. Unter seiner Leitung wurde der „Emscherfilter“ entwickelt. Er war Gründungsmitglied der Fachgruppe Wasserchemie im Verein Deutscher Chemiker und Herausgeber deren Publikation Vom Wasser.
Mit seiner nicht-jüdischen Ehefrau Margareta (geb. Völker) und seinen drei Töchtern Anneliese, Gertrud und Hedwig wohnte Bach in einer Dienstwohnung der Emschergenossenschaft im Essener Stadtteil Rüttenscheid. Trotz eines gültigen Arbeitsvertrags, der ihm die Anstellung bis zum Erreichen der Altersgrenze zusicherte, wurde er zum 31. Dezember 1935 vorzeitig in den Ruhestand versetzt. Als ehemaligem Frontkämpfer wurden ihm bis zur Erreichung der Altersgrenze mit 65 Jahren zwar die zuletzt bezogenen Dienstbezüge zugestanden. Die Wohnung musste die Familie aber räumen, die Töchter wurden der Schule (heutiges Maria-Wächtler-Gymnasium) verwiesen.
Nicht zuletzt, um weiterer Stigmatisierung zu entgehen, zog die Familie Bach im April 1936 nach Berlin um, wo er als „Beratender Chemiker“ und „Fachmann der Abwasserreinigung“ tätig wurde. Mit der Zweiten Verordnung zur Durchführung des Gesetzes über die Änderung von Familiennamen und Vornamen wurde Hermann Bach 1938 gezwungen, zu seinem Vornamen zusätzlich den Namen „Israel“ anzunehmen. Um seine Töchter zu schützen, beschloss das Ehepaar Bach, sich offiziell zu trennen. Margareta Bach und die Kinder zogen von der Barbarossastraße 52 in Berlin-Schöneberg nach Berlin-Schmargendorf, der Name Hermann Bach verschwand aus den Berliner Adressbüchern.
Als Ehemann einer Nichtjüdin blieb Bach zunächst von Deportationen verschont.
Anfang 1943 wurde er im Rahmen der Fabrikaktion verhaftet und in das Sammellager im Gebäude der ehemaligen Behörde für Wohlfahrtswesen und Jugendfürsorge der Jüdischen Gemeinde (Rosenstraße 2–4 in Berlin-Mitte) verbracht. Nachdem seine Frau ihre nach wie vor gültige Ehe belegen konnte, wurde er nach einigen Tagen wieder freigelassen. Anfang Januar 1944 begannen die ersten Verhaftungen aufgrund der Verordnung zur Deportation von Juden aus „aufgelösten Mischehen“. Letzteres traf auf Hermann Bach nicht zu – trotzdem wurde er am 7. Januar 1944 von der Gestapo festgenommen und in das Sammellager Große Hamburger Straße 26 verschleppt. Noch am selben Tag starb er dort unter nie genau aufgeklärten Umständen; bescheinigt wurde ein „natürlicher Tod“ (plötzlich eintretende Herz- und Kreislaufschwäche mit Herzschlag).
Am 12. Januar 1944 wurde Bach auf dem jüdischen Friedhof in Berlin-Weißensee bestattet. Seine zu diesem Zeitpunkt bereits schwer erkrankte Ehefrau starb am 2. April 1944; die drei Töchter überlebten die nationalsozialistische Herrschaft und verließen 1948 das Land.

## Würdigung
Ulrich Paetzel, Präsident der DWA und Vorstandsvorsitzender der Emschergenossenschaft, bezeichnete Bach 2023 als einen Visionär. Er habe schon Ende der Zwanzigerjahre erkannt, dass die Industrie sehr wenig Interesse an kostspieliger Abwasserreinigung habe und nur unter Druck handle. Darum habe er vorgeschlagen, deutschlandweit Genossenschaften mit klarer Zuständigkeit für Gewässer zu gründen.

## Werke
- Hermann Bach: Die Abwasserreinigung: Einführung zum Verständnis der Kläranlagen für städtische und gewerbliche Abwässer. München, Berlin 1934.
- Hermann Bach: Die Abwasserreinigung: Einführung zum Verständnis der Kläranlagen für städtische und gewerbliche Abwässer. De Gruyter Oldenbourg, Berlin, München, Boston 2019, 2. Auflage. Reprint 2019.

## Patente

### 1922–1935
- Patent  DE387273C: Verfahren und Vorrichtungen zum Geruchlosmachen der aus Schlammfaul- oder ähnlichen Räumen der Abwasserreinigung aufsteigenden stinkenden Gase. Veröffentlicht am 22. Dezember 1923, Erfinder: Hermann Bach.‌
- Patent  DE399802C: Verfahren zur biologischen Reinigung heißer, organisch verschmutzter Abwässer. Veröffentlicht am 29. Juli 1924, Erfinder: Hermann Bach.‌
- Patent  DE407986C: Einrichtung zur Reinigung von Abwässern in einem mit Absetzgerinne versehenen Behälter. Veröffentlicht am 8. Januar 1925, Erfinder: Hermann Bach, Franz Fries.‌
- Patent  DE408812C: Verfahren und Vorrichtung zur Umwandlung von Schwefelverbindungen enthaltendem Abwasserklärschlamm in ein wertvolles Düngemittel. Veröffentlicht am 25. Januar 1925, Erfinder: Hermann Bach.‌
- Patent  DE412555C: Vorrichtung zur Belüftung, insbesondere für Abwasserreinigung. Veröffentlicht am 24. April 1925, Erfinder: Hermann Bach.‌
- Patent  DE421160C: Verfahren zur weiteren Zersetzung (Vergärung, Ausfaulung) von bereits gefaulten, keine nennenswerte Reduktion der organischen Stoffe mehr aufweisendem Abwasserschlamm. Veröffentlicht am 6. November 1925, Erfinder: Hermann Bach.‌
- Patent  DE426422C: Verfahren zur biologischen Reinigung von phenolhaltigen Abwässern. Veröffentlicht am 6. März 1926, Erfinder: Hermann Bach.‌
- Patent  DE426765C: Verfahren zur biologischen Reinigung von verschmutzten, sauren oder zur Säuerung neigenden Abwässern, z. B. von Brauereien, Brennereien, Preßhefefabriken u. dgl.. Veröffentlicht am 17. März 1926, Erfinder: Hermann Bach.‌
- Patent  DE440974C: Einrichtung zur Verdünnung von Abwässern. Veröffentlicht am 17. Februar 1927, Erfinder: Hermann Bach.‌
- Patent  DE455871C: Verfahren und Vorrichtung zur Schaumbeseitigung. Veröffentlicht am 11. Februar 1928, Erfinder: Hermann Bach.‌
- Patent  US1745397A: Process of biological purification of waste liquors from gas works, ammonia-recovery plants, tar factories and similar industries. Veröffentlicht am 4. Februar 1930, Erfinder: Hermann Bach.‌
- Patent  DE522786C: Vorrichtung zum Ausfaulen von Abwasserschlamm. Veröffentlicht am 28. April 1931, Erfinder: Hermann Bach.‌
- Patent  DE569003C: Verfahren zur Entkeimung und Reinigung von Wasser für Trink- und Brauchzwecke durch Hochchlorung. Veröffentlicht am 27. Januar 1933, Erfinder: Hermann Bach.‌
- Patent  DE569753C: Verfahren zur Entgiftung von Leuchtgas. Veröffentlicht am 27. Februar 1933, Erfinder: Hermann Bach.‌
- Patent  DE572901C: Verfahren zur Herstellung eines Düngemittels aus Torf und Abwasserklärschlamm. Veröffentlicht am 24. März 1933, Erfinder: Hermann Bach.‌
- Patent  DE614247C: Verfahren zur Bindung freier Kohlensäure in Trink- und Brauchwässern. Veröffentlicht am 5. Juni 1935, Erfinder: Hermann Bach.‌

### 1941–1943
- Patent  US2263451A: Sewage Treatment. Veröffentlicht am 18. November 1941, Anmelder: International Filter, Erfinder: Hermann Bach.‌
- Patent  US2315577A: Treatment of Sludge. Veröffentlicht am 6. April 1943, Anmelder: Infilco Incorporated, Erfinder: Hermann Bach.‌